# Regulationstheorie
Als Regulationstheorie werden politisch-ökonomische Ansätze bezeichnet, die auf die französische Regulationsschule um Michel Aglietta zurückgehen und versuchen, Phasen der Stabilität inmitten der immanent krisenhaften Produktionsweise des Kapitalismus zu erklären.
Die ab Mitte der 1970er Jahre entstandenen Ansätze basieren auf dem neomarxistischen Strukturalismus Louis Althussers, versuchen diesen aber zu dynamisieren. Prägenden Einfluss hatte hierbei die Theorie kultureller Hegemonie Antonio Gramscis, die soziohistorische Tradition der Annales-Schule sowie institutionalistische Strömungen.
Seit den 1970ern hat sich die Regulationsschule in zwei wichtige Strömungen auseinanderentwickelt. Während der stärker institutionalistisch geprägte Zweig um Robert Boyer Anschluss an den Mainstream der französischen Institutionenökonomik fand, nahm der aus den frühen Vertretern Michel Aglietta und Alain Lipietz hervorgegangene Zweig einen wichtigen Einfluss auf die marxistische Theoriebildung und wird heute in Deutschland von Joachim Hirsch, in Großbritannien von Bob Jessop vertreten.

## Ausgangspunkt und Entstehung
In den 1970er Jahren stellte die der weltweiten Ölkrise folgende Stagflation Frankreichs die herrschende Annahme infrage, eine krisenfreie Entwicklung des Kapitalismus könne durch keynesianische Steuerung sichergestellt werden. Einem Rückgriff auf die wirtschaftsliberalen Theorien der Neoklassik oder den in den USA an Bedeutung gewinnenden Monetarismus stand der in Frankreich sehr große Einfluss Althussers im Wege.
Der strukturalistische Marxismus konnte aber nicht erklären, warum sich abhängig stabile Strukturen einerseits ausbilden und über lange Zeit halten, und diese andererseits regelmäßig in Form tiefgreifender Krisen wieder kollabieren. Erst recht fand sich keine Erklärung, warum diese Strukturen in unterschiedlichen Staaten und Epochen die unterschiedlichsten Formen annahmen, und dennoch eine ganz ähnliche Rolle zur Stabilisierung wahrnahmen. Es galt also, die stabilisierenden Momente unabhängig von ihrer konkreten Form näher zu untersuchen.
Daraus ergab sich die Grundfrage der Regulationstheorie, in den Worten von Joachim Hirsch: „Wie wird eine Gesellschaft zusammengehalten, die aufgrund ihres ökonomischen Reproduktionsmechanismus strukturell von bestandsbedrohenden Krisen und sozialen Desintegrationsprozessen bedroht ist.“ Erklärungsansätze fand der Kreis um Aglietta und Lipietz in Antonio Gramscis Theorie kultureller Hegemonie, der zufolge „das Staatsleben als ein andauerndes Formieren und Überwinden von instabilen Gleichgewichten zu fassen ist“ und Stabilität durch die Verinnerlichung der Herrschaftsverhältnisse entsteht.
Wesentliche Grundzüge der Regulationstheorie zeichnete Aglietta bereits 1976 in seiner Dissertation Régulation et crises du capitalisme. L’expériences des Etats-Unis. Mit 'régulation' verwendet er hierfür einen von Gérard Destanne de Bernis geprägten Begriff.

## Zentrale Konzepte

### Akkumulationsregime
Die Regulationstheorie sieht, hier dem Marxismus folgend, im Kapitalismus einen Zwang zur Akkumulation des Kapitals gegeben; diese kann aber zu verschiedenen Zeiten verschiedene Formen annehmen, die sich ex post einem bestimmten Typus zuordnen lassen, dem Akkumulationsregime. Ein Akkumulationsregime ist die Organisation der Produktion und der Kapitalflüsse einschließlich des Modus der Entlohnung, der Mehrwerterzeugung und Verteilung, der Staatsquote und deren Flexibilität.
Das Akkumulations-Regime beschreibt die Wachstumsperioden der Entwicklung eines kapitalistischen Wirtschaftssystems mit dem Wechselspiel von Transformation, Normen der Produktion und Konsumption sowie der Organisation der Ökonomie und Gesellschaft. Es soll über eine bestimmte Produktionsweise von Gütern die Bedürfnisbefriedigung der Menschen sichern.
Historisch beispielhaft ist das fordistische Akkumulationsregime, in dem standardisierte Produkte (z. B. das Automodell „T5“) mit Vollbeschäftigung und einem hohen Lohnniveau einhergingen. Arbeiter mit hohem Lohn konnten sich einen „Ford“ leicht leisten; ihr Konsum kurbelte die Produktion weiter an (positive Rückkopplung). Auch in den Zeiten des Wirtschaftswunders war die Produktion ein Garant für Wohlstand; Arbeiter wurden sogar anteilsmäßig zum Gewinn entlohnt.
Da heute viele Bedürfnisse in den Industrieländern warenförmig gestillt sind (Fernseher, Kühlschrank, Telefon, Auto), findet sich schwer ein neues Akkumulationsregime. Bedürfnisse im Sozialen, die zweifelsfrei bestehen, wie Altersversorgung, Pflege, Bildung und Kinderbetreuung, können ohne Intervention von außerhalb des Marktes nicht von selbst zu einem neuen Akkumulationsregime führen. Unabsehbar ist die Bedeutung der Biotechnologie als eventueller Leittechnologie eines neuen Akkumulationsregimes, das vage als Postfordismus bezeichnet wird. Das Wechseln eines Akkumulationsregimes ging bis dato krisenhaft vor sich.

### Regulationsmodus
An der Schnittstelle zwischen ökonomischer und gesellschaftlicher Sphäre bilden materielle Produktion, staatliche Herrschaft und ideologische Denkformen einen Regulationsmodus aus, der das Akkumulationsregime stabilisiert. Dieser besteht aus staatlichen Institutionen, Apparaten, sozialen Netzwerken, Formen des Massenkonsums und des Lebensstils sowie sonstigen Normen. Die Ausgestaltung des Regulationsmodus ist grundsätzlich offen und unterliegt den gesellschaftlichen Machtverhältnissen und der kulturellen Hegemonie. Die Stabilisierung des Fordismus etwa wäre in dieser Weise undenkbar gewesen ohne das staatliche Modell des Wohlfahrtsstaates im Einhergang mit einflussreichen Gewerkschaften (siehe auch: Korporatismus).

### Hegemoniale Struktur
Die sich historisch nun jeweils herausbildende konkrete Verbindung von Akkumulations- und Regulationsweise – also die Art der Verwertung des Kapitals und der Art, wie diese Verwertung politisch und ideologisch gesichert wird – wird schließlich als die jeweilige hegemoniale Struktur bezeichnet.

## Historische Abfolge aus regulationstheoretischer Perspektive
| Zeit  | Logik            | Akkumulationsregime               | Regulationsmodus                                | Ära                     | Leittechnologie                      |
| ----- | ---------------- | --------------------------------- | ----------------------------------------------- | ----------------------- | ------------------------------------ |
| ~1850 |                  | Handwerkliche Einzelfertigung     | Nachtwächterstaat; Ständegesellschaft           | vorindustriell          | Maschinisierung                      |
| ~1923 | Extensivierung   | Kleinindustrielle Serienfertigung | Liberalismus; Klassengesellschaft               | Manchester-Kapitalismus | Elektrifizierung; Chemie             |
| ~1975 | Intensivierung   | Großindustrielle Massenproduktion | Wohlfahrtsstaat; Korporatismus                  | Fordismus               | Erdöl; Auto                          |
| ~2006 | Flexibilisierung | Netzwerkunternehmen; Outsourcing  | Individualisierung; Neoliberalismus; Lebensstil | Postfordismus           | Mikroelektronik; Informationstechnik |

Erweitert nach dem Entwurf: H. H. Blotevogel 1998